# 信义沟
信义沟是黑龙江省哈尔滨市的一条河流，为松花江水系阿什河的支流。
河流发源于哈尔滨市香坊区黎明大市场附近，流经香坊区和道外区，最终在哈尔滨市道外区注入阿什河左岸。全长约20公里。因污染严重，该河流在2009年之后开始治理，并在2013年开始引入松花江水改善环境。